# Hunger d'Utrecht
Hunger d'Utrecht o Hungerus Frisus (mort a Prüm, Alemanya, el 866) fou bisbe d'Utrecht a entre el 856 i 866. És un sant de l'Església Catòlica. La seva festa és el 8 de novembre i el 22 de desembre.

## Biografia
Després de la mort del seu predecessor Liudger d'Utrecht, al nebot de Luidger, Kraft se li va oferir el càrrec. Tanmateix, ho va rebutjar per ésser una persona molt rica, i va tenir por d'atreure les batudes dels vikings. Tanmateix, en el seu lloc va ser nomenat Hunger. Al començament, les seves relacions amb els vikings van ser pacífiques, però amb el temps Utrecht va ser amenaçat pels vikings, i el bisbe i tot el clericat d'Utrecht van fugir a Sant Odiliënberg, a la vora de Roermond. L'any 858 el rei Lotari II va construir un monestir per a la seva disposició. Més tard el bisbe es va instal·lar a Prüm i després a Deventer.
Hunger sembla haver estat un home piadós que, a diferència d'alguns dels seus predecessors, no va participar en el nepotisme. En el cas del matrimoni sense fills entre Lotari II i la seva esposa Teutberga, va defensar la santedat del seu matrimoni per motius bíblics i teològics, i no per assegurar la seva successió. Lotari II va repudiar a la seva esposa i es va casar amb Waldrada, amb qui va tenir un fill.